# Čatrnja (Rakovica)
Čatrnja je naselje u Republici Hrvatskoj, u sastavu Općine Rakovica, Karlovačka županija. 

## Povijest
Selo je stradalo u velikosrpskoj agresiji na Hrvatsku. Kad je Hrvatska 8. listopada 1991., po isteku moratorija na proglašenje neovisnosti, svijetu i Srbiji objavila saborsku rezoluciju o razrješenju svih državnopravnih sveza s ostalim republikama i pokrajinama SFRJ, pobunjeni hrvatski Srbi sproveli su odmazdu nad lokalnim hrvatskim stanovništvom. Svjedok je zapisao da je oko 7 sati 15 tenkova navalilo je na Vaganac. Veliki tenkovski napad bio je i iz smjera Plitvica na Selište, Grabovac i Drežnik. Tenkovske granate, višecijevni bacači, teški mitraljezi, padale su po tim mjestima i po Čatrnji. Budući da su hrvatski branitelji imali samo lako naoružanje, bili su bespomoćni protiv velikosrpskim oklopnim postrojbama. Hrvatsko je stanovništvo bili prisiljeno bježati. Noću su žene i starci pješice kroz kukuruzišta išli prema slobodnom hrvatskom ozemlju, no i tad ih je pratila pucnjava. Putem su mogli gledati kako su velikosrbi zapalili im kuće, staje i slušati sablasnu riku stoke koja je ugibala u zapaljenim štalama.

## Stanovništvo
Prema popisu stanovništva iz 2001. godine, naselje je imalo 207 stanovnika te 62 obiteljskih kućanstava.
| broj stanovnika | 402   |       |       | 346   | 383   | 380   | 321   | 325   | 273   | 239   | 217   | 233   |       |       | 207   | 209   | 227   |
|                 | 1857. | 1869. | 1880. | 1890. | 1900. | 1910. | 1921. | 1931. | 1948. | 1953. | 1961. | 1971. | 1981. | 1991. | 2001. | 2011. | 2021. |